# Aibes
Aibes () est une commune française située dans le département du Nord, en région Hauts-de-France.

## Géographie

### Localisation

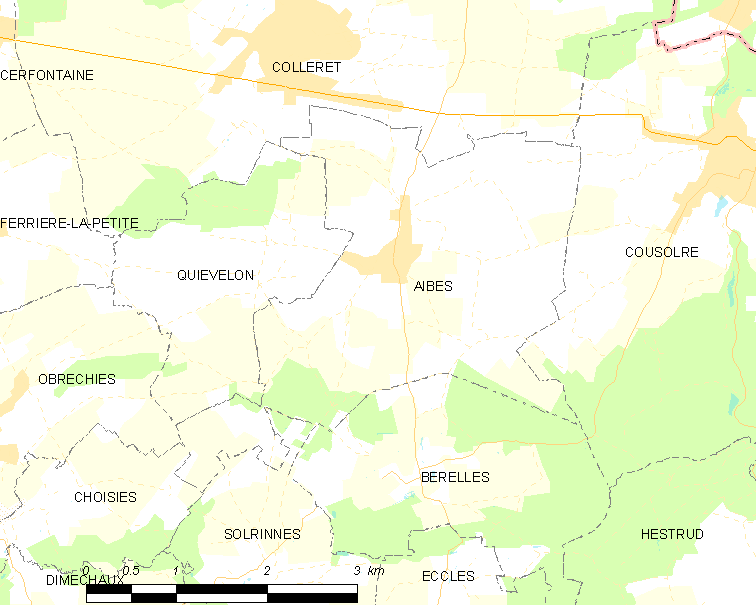
Position d'Aibes par rapport aux communes limitrophes.

|                                | Colleret |          |
| Quiévelon                      | Aibes    | Cousolre |
| Obrechies, Choisies, Solrinnes | Bérelles |          |

### Hydrographie

#### Réseau hydrographique
La commune est située dans le bassin Artois-Picardie. Elle est drainée par le ruisseau de Grandireux, le ruisseau de Quievelon, la Ferme, le Courant entre les bois, le ruisseau de la Fachelle et un autre petit cours d'eau,.

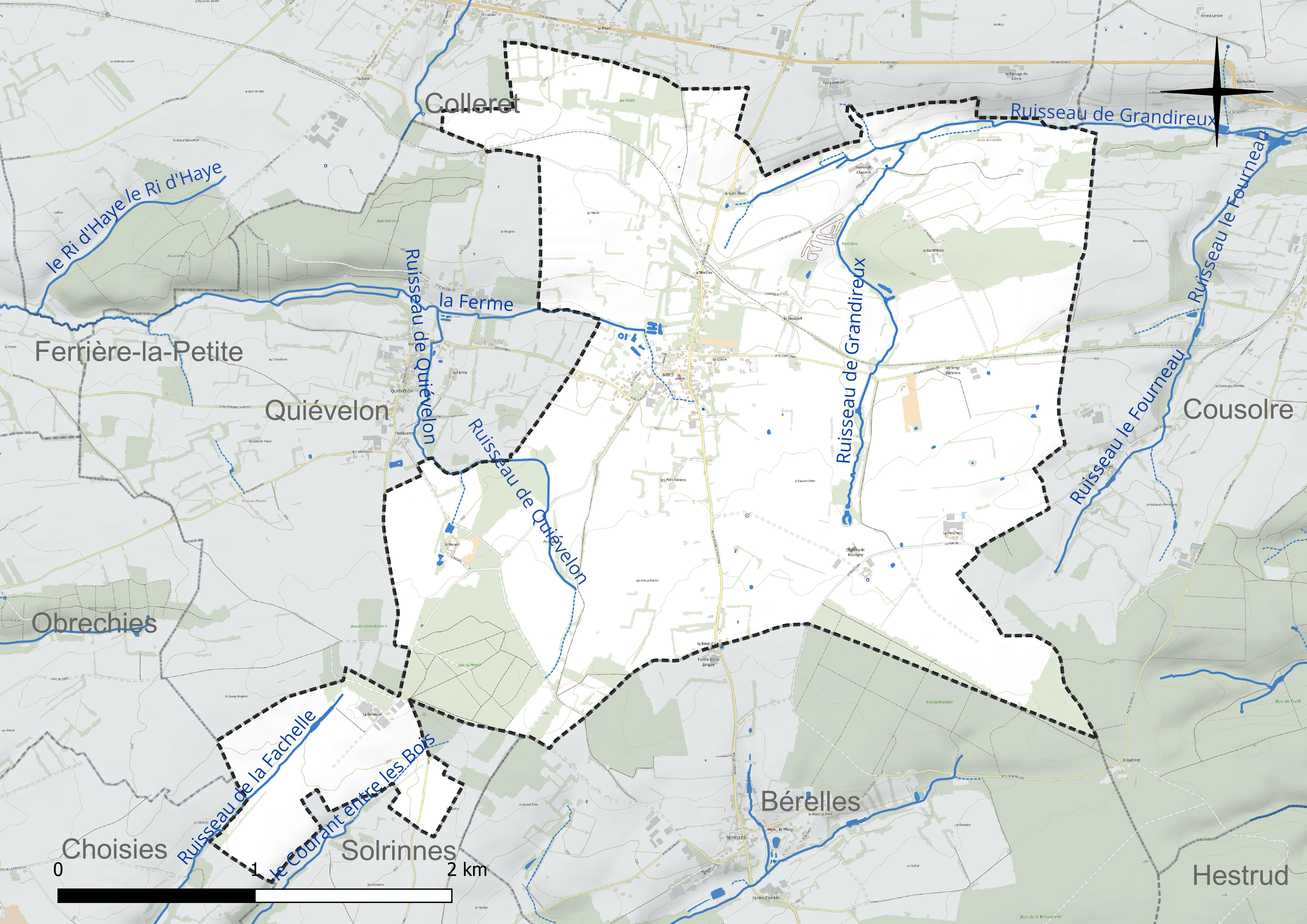
Réseau hydrographique d'Aibes.

#### Gestion et qualité des eaux
Le territoire communal est couvert par le schéma d'aménagement et de gestion des eaux (SAGE) « Sambre ». Ce document de planification concerne un territoire de 1 253 km2 de superficie, délimité par le bassin versant de la Sambre. Le périmètre a été arrêté le 1er novembre 2003 et le SAGE proprement dit a été approuvé le 21 septembre 2012, puis modifié le 18 août 2022. La structure porteuse de l'élaboration et de la mise en œuvre est le syndicat mixte du Parc naturel régional de l'Avesnois.
La qualité des cours d'eau peut être consultée sur un site dédié géré par les agences de l'eau et l'Agence française pour la biodiversité.

### Climat
Pour des articles plus généraux, voir Climat des Hauts-de-France et Climat du Nord.
En 2010, le climat de la commune est de type climat des marges montargnardes, selon une étude du CNRS s'appuyant sur une série de données couvrant la période 1971-2000. En 2020, Météo-France publie une typologie des climats de la France métropolitaine dans laquelle la commune est exposée à un climat océanique altéré et est dans la région climatique Nord-est du bassin Parisien, caractérisée par un ensoleillement médiocre, une pluviométrie moyenne régulièrement répartie au cours de l'année et un hiver froid (3 °C).
Pour la période 1971-2000, la température annuelle moyenne est de 9,6 °C, avec une amplitude thermique annuelle de 15,3 °C. Le cumul annuel moyen de précipitations est de 926 mm, avec 12,8 jours de précipitations en janvier et 10,2 jours en juillet. Pour la période 1991-2020, la température moyenne annuelle observée sur la station météorologique la plus proche, située sur la commune de Saint-Hilaire-sur-Helpe à 18 km à vol d'oiseau, est de 10,5 °C et le cumul annuel moyen de précipitations est de 802,4 mm,. Pour l'avenir, les paramètres climatiques de la commune estimés pour 2050 selon différents scénarios d'émission de gaz à effet de serre sont consultables sur un site dédié publié par Météo-France en novembre 2022.

## Urbanisme

### Typologie
Au 1er janvier 2024, Aibes est catégorisée commune rurale à habitat dispersé, selon la nouvelle grille communale de densité à sept niveaux définie par l'Insee en 2022.
Elle est située hors unité urbaine. Par ailleurs la commune fait partie de l'aire d'attraction de Maubeuge (partie française), dont elle est une commune de la couronne,. Cette aire, qui regroupe 65 communes, est catégorisée dans les aires de 50 000 à moins de 200 000 habitants,.

### Occupation des sols
L'occupation des sols de la commune, telle qu'elle ressort de la base de données européenne d'occupation biophysique des sols Corine Land Cover (CLC), est marquée par l'importance des territoires agricoles (90 % en 2018), une proportion sensiblement équivalente à celle de 1990 (89,5 %). La répartition détaillée en 2018 est la suivante : 
prairies (59,6 %), terres arables (30 %), forêts (6,5 %), zones urbanisées (3,5 %), zones agricoles hétérogènes (0,4 %). L'évolution de l'occupation des sols de la commune et de ses infrastructures peut être observée sur les différentes représentations cartographiques du territoire : la carte de Cassini (XVIIIe siècle), la carte d'état-major (1820-1866) et les cartes ou photos aériennes de l'IGN pour la période actuelle (1950 à aujourd'hui).

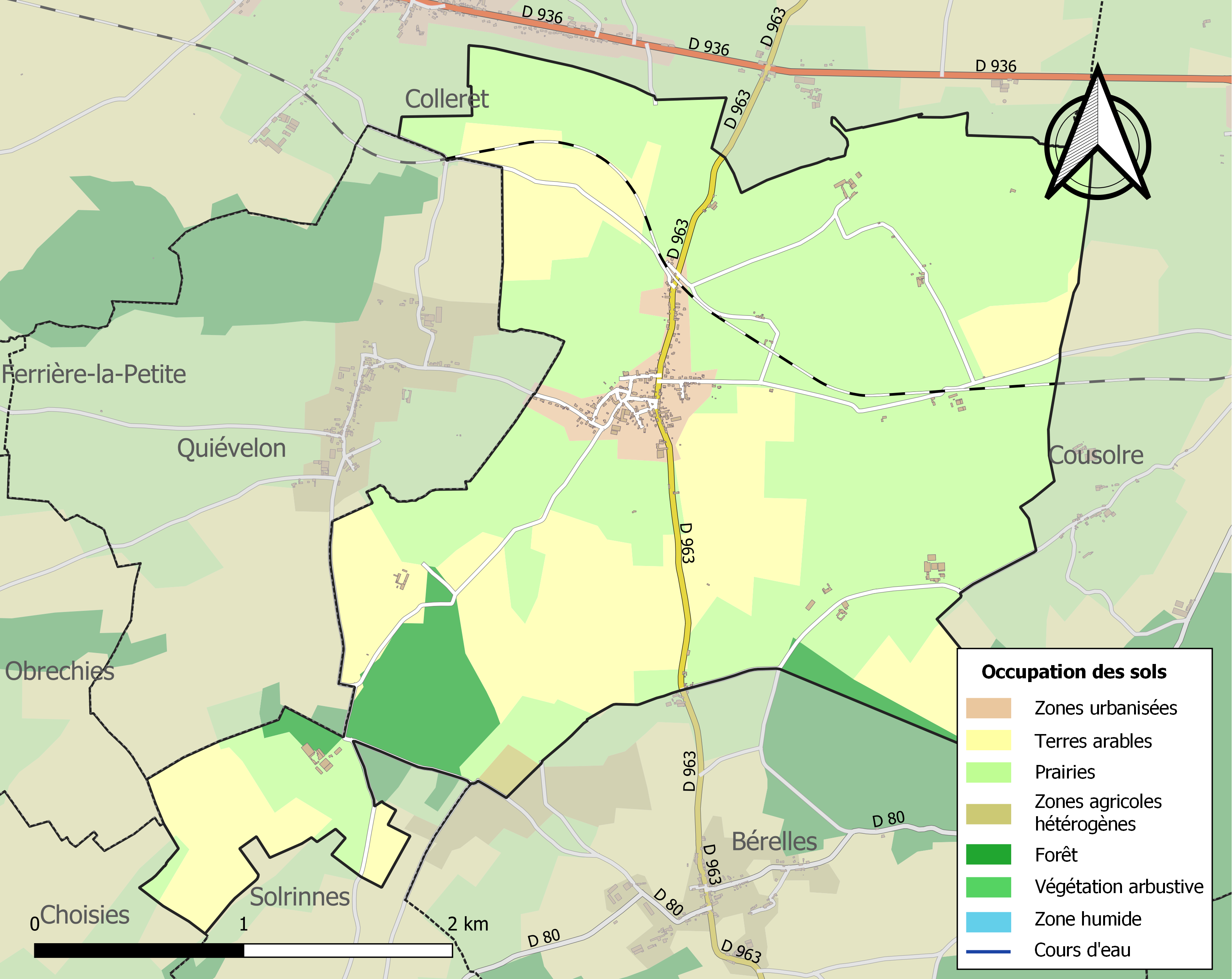
Carte des infrastructures et de l'occupation des sols de la commune en 2018 (CLC).

### Voies de communication et transports

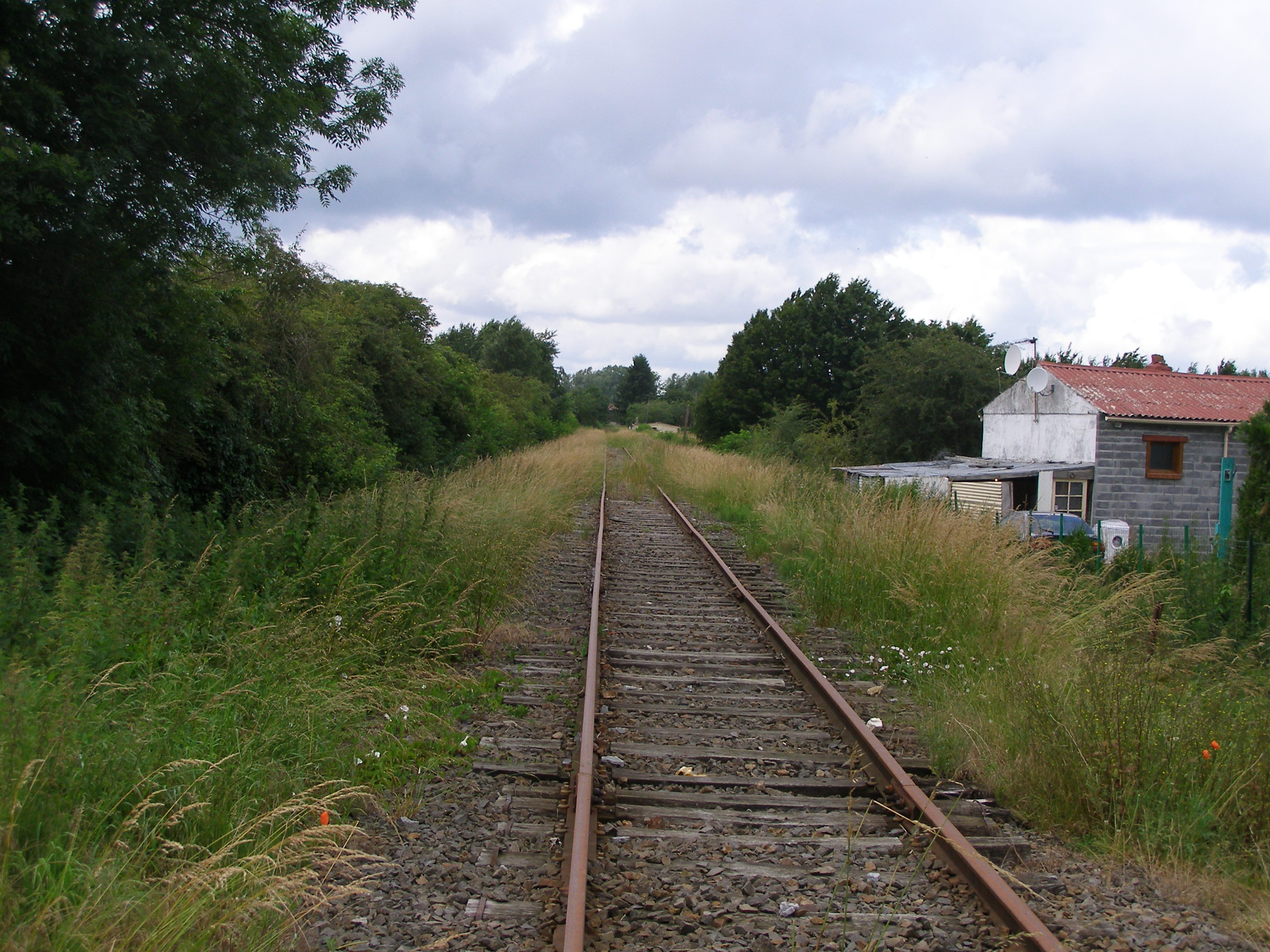
L'ancienne voie ferrée, passant par la commune.

La commune est desservie, en 2024, par le service de transport à la demande du réseau Stibus.

## Toponymie
Aibes est désignée sous le nom d'Alba, Albes dans un cartulaire de l'abbaye d'Aulne. Sur la carte du Comté de Hainaut en 1579, le nom de la commune est orthographié « Ebbe ».

## Histoire
L'Abbaye d'Aulne possédait dans ce village du canton de Solre-le-Château des biens importants, entre autres la ferme de Coulmy, à laquelle étaient annexés un moulin et une brasserie. Cette abbaye y partageait le produit des dimes de l'abbaye de Lobbes, et le chapitre de Maubeuge, qui y était collateur de la paroisse. À cette paroisse se rattachait l'église de Quiévelon.
 
Le village d'Aibes était le siège d'une seigneurie dont les possesseurs sont cités dans un grand nombre de titres anciens. Parmi eux, on trouve des lettres datées du 9 novembre 1292 par lesquelles Gilles, sire d'Aibes, chevalier, déclare que lui et ses hoirs tiendront dorénavant en fief et hommage de Jean d'Avesnes, comte de Hainaut, et de ses successeurs, la ville de Montigny, qu'il possédait auparavant comme franc-alleu.
Aibes renfermait 18 feux en 1469, et 30 en 1791.
Ce village a été pendant une suite de siècles la résidence du doyen de chrétienté du décanat de Maubeuge, au centre duquel il se trouvait mieux placé que la ville chef-lieu.
Au milieu du XIXe siècle, on trouvait au sud-ouest du village une ferme qui a été donnée à l'Abbaye d'Aulne par Jacques d'Avesnes, et qui, comme beaucoup d'exploitations rurales isolées, s'appelait le Mesnil, du latin mansilum. Les bâtiments de cette ferme, dont certains datent du douzième siècle, existent toujours. Implantés autour d'une grande cour fermée rectangulaire, ils étaient jusqu'en 1986 le siège d'une importante exploitation agricole. Depuis, ils ont été restaurés et transformés en centre d'accueil.
En 1848, 13 squelettes et des armes blanches ont été découverts sur le territoire de la commune.

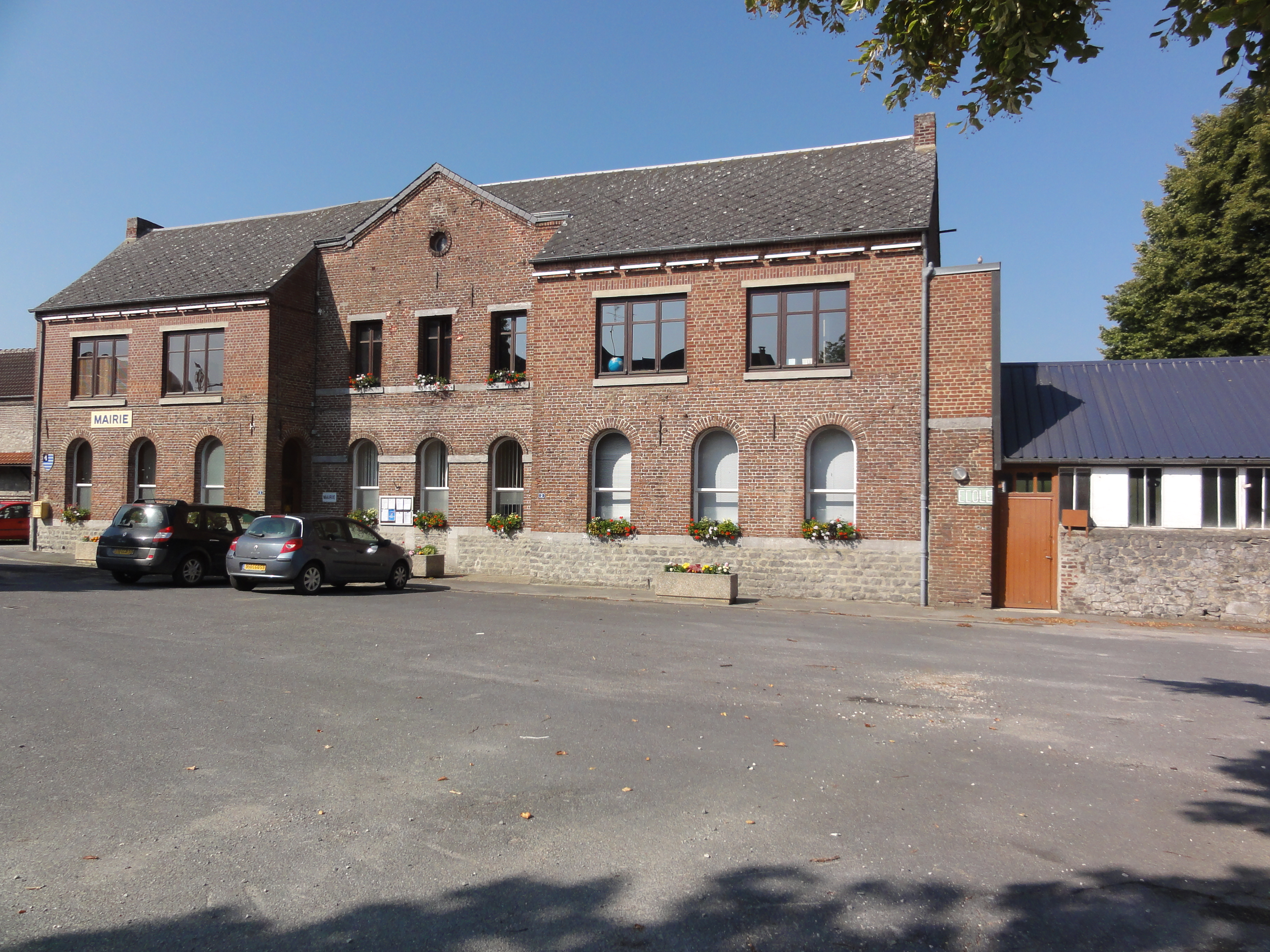
Mairie-école d'Aibes.

### Liste des maires
Maire en 1802-1803 : Demont, horloger.

Maire en 1807-1808 : Evrard,.
| Période                                  | Période                   | Identité         | Étiquette | Qualité        |
| ---------------------------------------- | ------------------------- | ---------------- | --------- | -------------- |
| Les données manquantes sont à compléter. |                           |                  |           |                |
| 1995                                     | mars 2008                 | Jacques Debruyne |           |                |
| mars 2008                                | avril 2014                | Patrick Petit    |           |                |
| 5 avril 2014                             | avril 2015                | Anna Moriamé     |           | Démissionnaire |
| 23 mai 2015                              | En cours (au 26 mai 2015) | Pascal Chabot    |           |                |

## Population et société

### Démographie

#### Évolution démographique
L'évolution du nombre d'habitants est connue à travers les recensements de la population effectués dans la commune depuis 1793. Pour les communes de moins de 10 000 habitants, une enquête de recensement portant sur toute la population est réalisée tous les cinq ans, les populations de référence des années intermédiaires étant quant à elles estimées par interpolation ou extrapolation. Pour la commune, le premier recensement exhaustif entrant dans le cadre du nouveau dispositif a été réalisé en 2007.

En 2022, la commune comptait 357 habitants, en évolution de −4,55 % par rapport à 2016 (Nord : +0,51 %, France hors Mayotte : +2,11 %).
| 1793 | 1800 | 1806 | 1821 | 1831 | 1836 | 1841 | 1846 | 1851 |
| ---- | ---- | ---- | ---- | ---- | ---- | ---- | ---- | ---- |
| 224  | 199  | 238  | 284  | 355  | 370  | 358  | 356  | 378  |

| 1856 | 1861 | 1866 | 1872 | 1876 | 1881 | 1886 | 1891 | 1896 |
| ---- | ---- | ---- | ---- | ---- | ---- | ---- | ---- | ---- |
| 335  | 344  | 350  | 349  | 333  | 349  | 348  | 331  | 301  |

| 1901 | 1906 | 1911 | 1921 | 1926 | 1931 | 1936 | 1946 | 1954 |
| ---- | ---- | ---- | ---- | ---- | ---- | ---- | ---- | ---- |
| 298  | 299  | 304  | 312  | 314  | 352  | 327  | 358  | 371  |

| 1962 | 1968 | 1975 | 1982 | 1990 | 1999 | 2006 | 2007 | 2012 |
| ---- | ---- | ---- | ---- | ---- | ---- | ---- | ---- | ---- |
| 321  | 314  | 323  | 339  | 400  | 385  | 361  | 357  | 376  |

| 2017 | 2022 | - | - | - | - | - | - | - |
| ---- | ---- | - | - | - | - | - | - | - |
| 370  | 357  | - | - | - | - | - | - | - |

#### Pyramide des âges
La population de la commune est relativement jeune.
En 2018, le taux de personnes d'un âge inférieur à 30 ans s'élève à 36,4 %, soit en dessous de la moyenne départementale (39,5 %). À l'inverse, le taux de personnes d'âge supérieur à 60 ans est de 22,3 % la même année, alors qu'il est de 22,5 % au niveau départemental.
En 2018, la commune comptait 172 hommes pour 197 femmes, soit un taux de 53,39 % de femmes, légèrement supérieur au taux départemental (51,77 %).
Les pyramides des âges de la commune et du département s'établissent comme suit.
| Hommes | Classe d’âge | Femmes |
| ------ | ------------ | ------ |
| 0,0    | 90 ou +      | 1,5    |
| 3,6    | 75-89 ans    | 4,1    |
| 19,5   | 60-74 ans    | 15,9   |
| 23,3   | 45-59 ans    | 23,9   |
| 22,5   | 30-44 ans    | 13,5   |
| 16,2   | 15-29 ans    | 19,1   |
| 14,9   | 0-14 ans     | 21,9   |

| Hommes | Classe d’âge | Femmes |
| ------ | ------------ | ------ |
| 0,5    | 90 ou +      | 1,4    |
| 5,3    | 75-89 ans    | 8,1    |
| 14,8   | 60-74 ans    | 16,2   |
| 19,1   | 45-59 ans    | 18,4   |
| 19,5   | 30-44 ans    | 18,7   |
| 20,7   | 15-29 ans    | 19,1   |
| 20,2   | 0-14 ans     | 18     |

### Enseignement
Aibes fait partie de l'académie de Lille.

## Culture et patrimoine

### Lieux et monuments

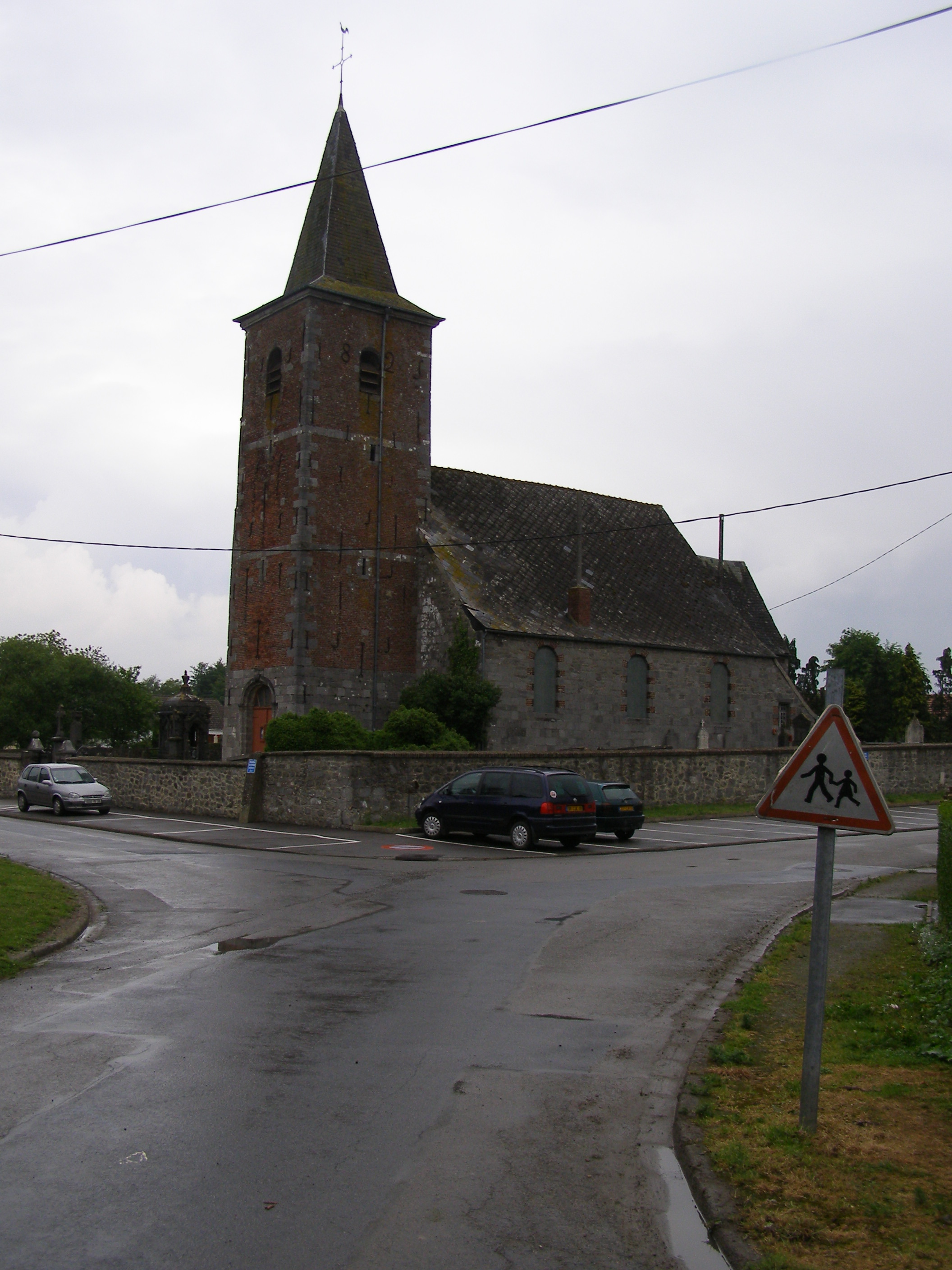
Église Saint-Martin.

- Église Saint-Martin (nef du XVIIIe siècle, clocher daté de 1825).
- Dalle funéraire en pierre bleue à l'intérieur de l'église datée de 1598 et classée Monument Historique en 1922. Inscription en partie effacée. On peut encore y lire  REGARDE A LA MORT SOUS CESTE TOMBE GIT LE CORPS DE.
- Fonts baptismaux muraux en bois sculpté et peint du XVIIIe siècle. Classé Monument Historique en 1934.
- Sources de la Solre (fontaine).
- Édicules religieux : calvaires, oratoires dans le style Potale de l'Auvesnais.

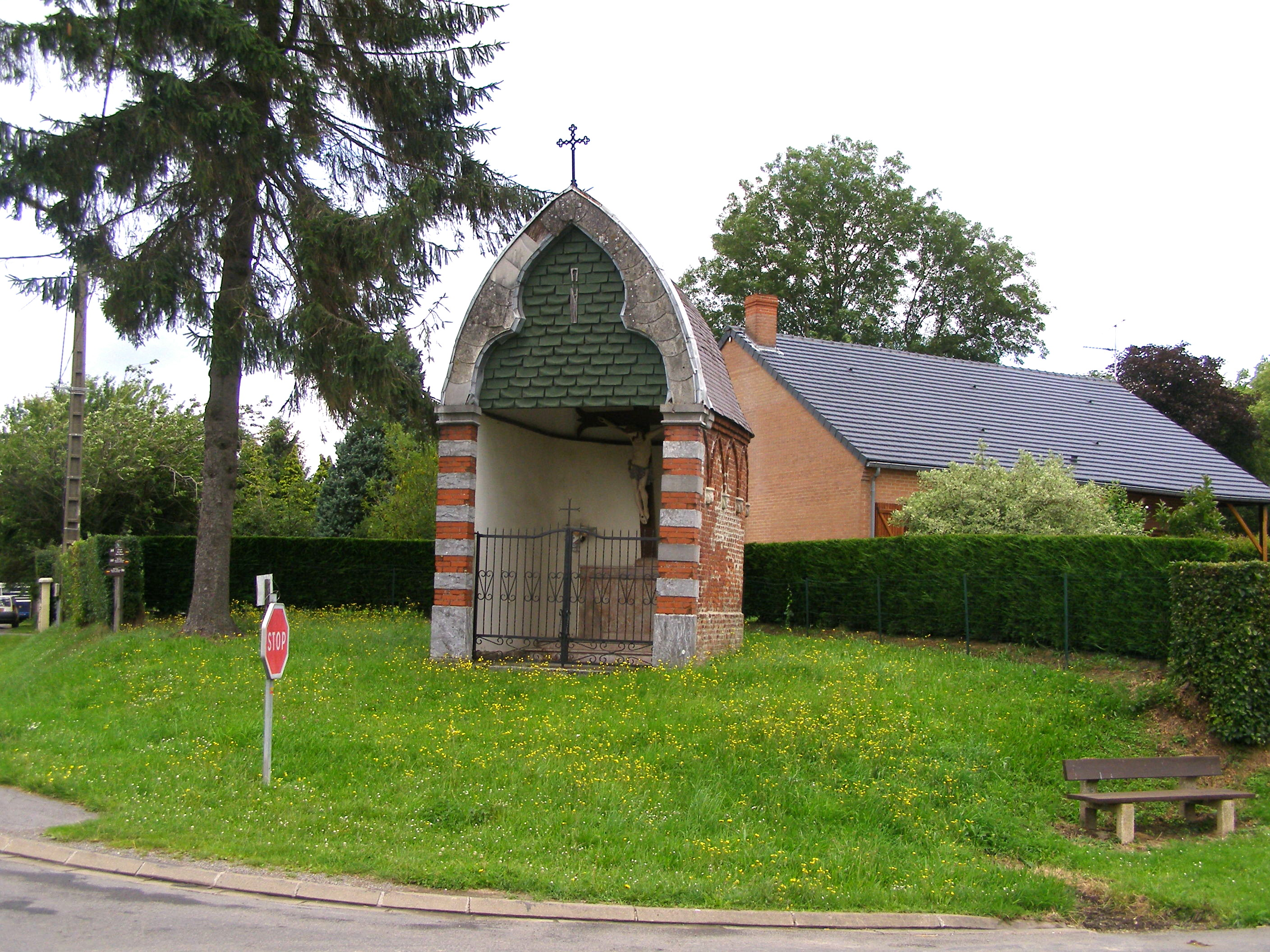
Calvaire.
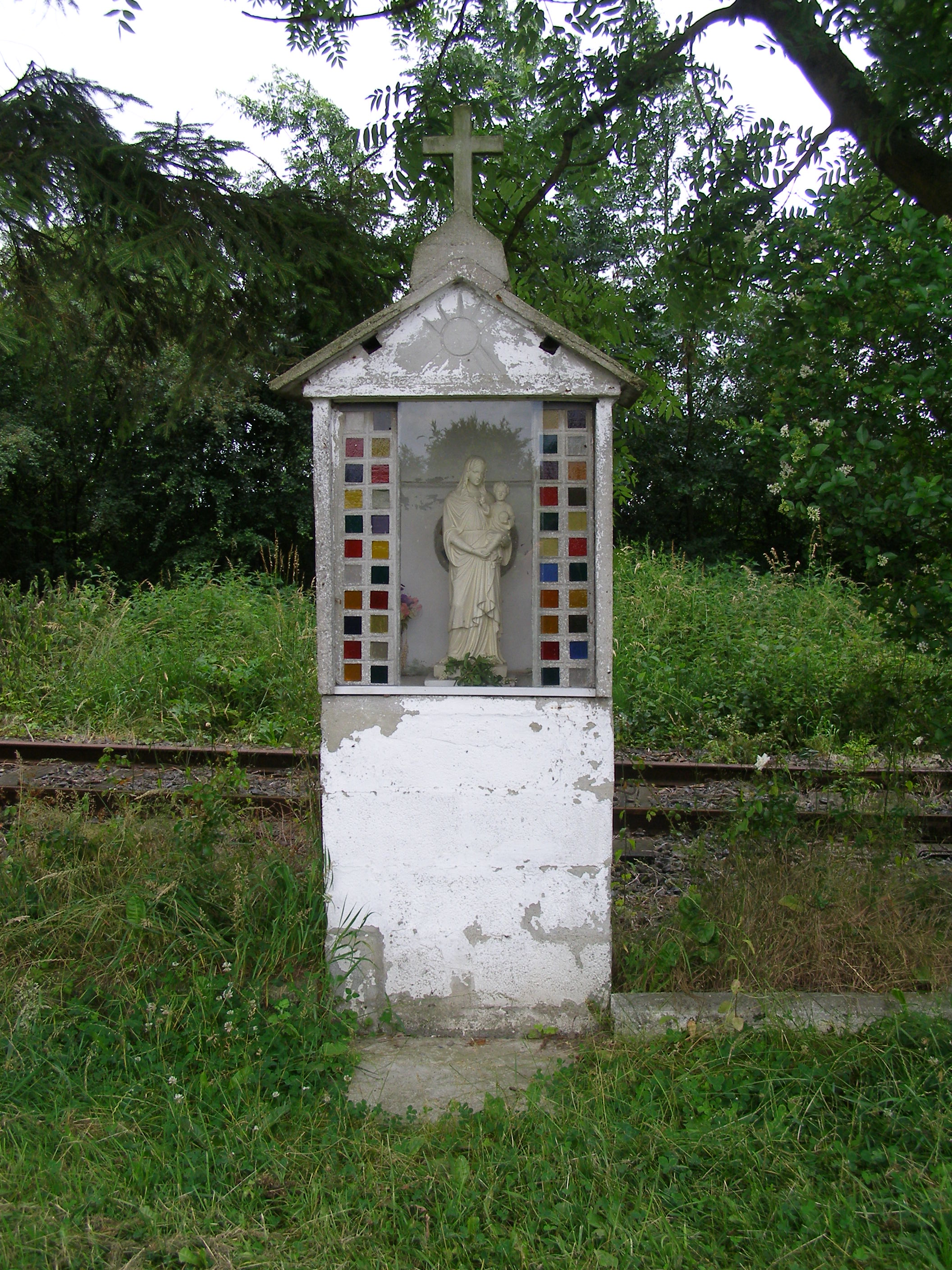
Chapelle.
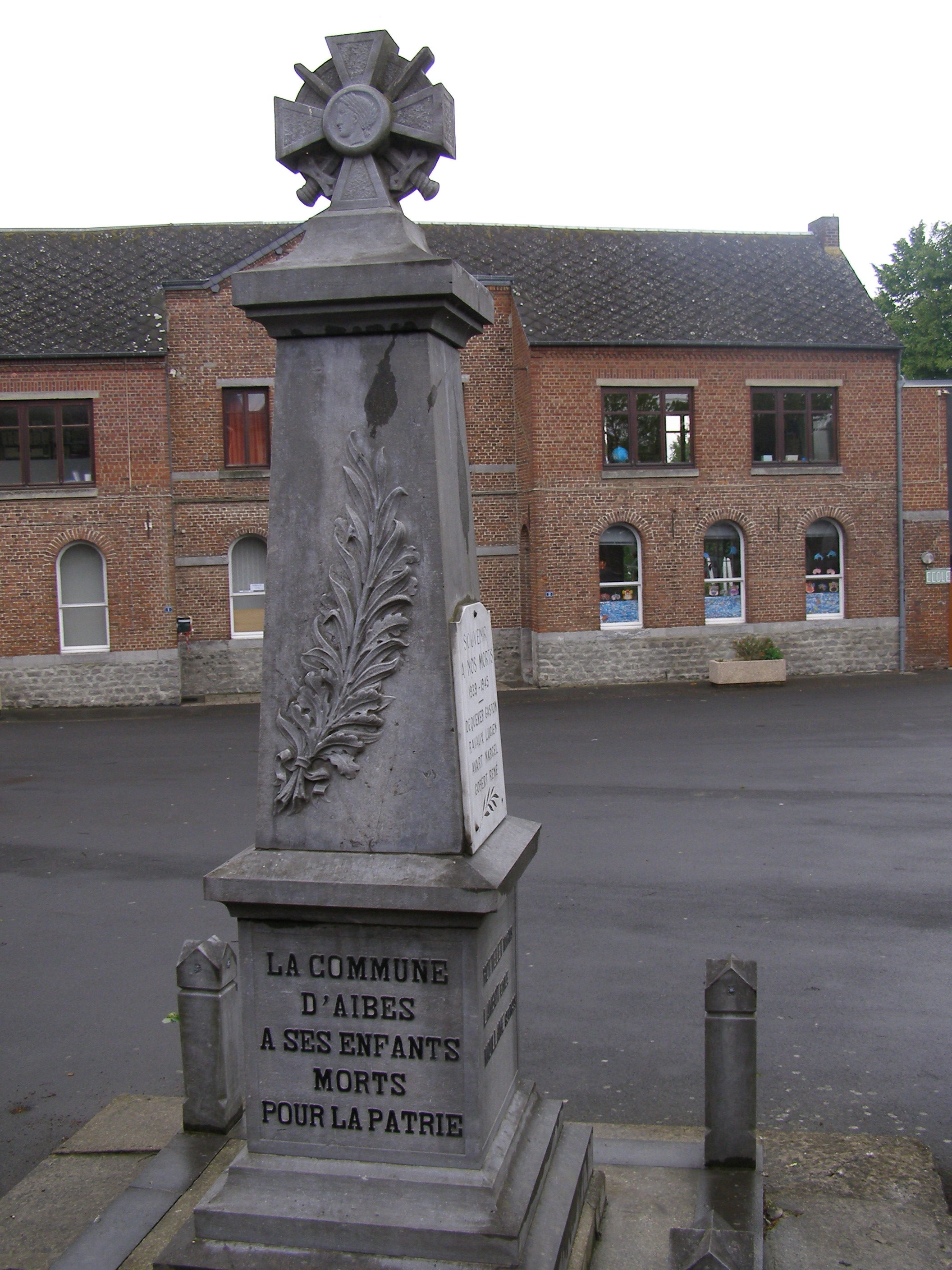
Monument aux morts.

### Personnalités liées à la commune
- Jean-Jacques Bruno, pilote professionnel de motocross, plusieurs fois champion de France 250 et 500 cm3 et ayant participé au championnat du monde 500 cm3 au début des années 1980 (pilote d'usine Suzuki), premier pilote français à avoir remporté un Grand Prix en 500 cm3 (1981).

### Héraldique
| Armes de Aibes | Les armes de Aibes se blasonnent ainsi : « Burelé d'argent et d'azur de 12 pièces, au franc quartier de sable chargé d'une tête de bouc d'argent accornée d'or. » |

## Pour approfondir